# Bourgoin-Jallieu
Bourgoin-Jallieu är en kommun i departementet Isère i regionen Auvergne-Rhône-Alpes i sydöstra Frankrike. År 2022 hade Bourgoin-Jallieu 29 816 invånare.

## Befolkningsutveckling
Antalet invånare i kommunen Bourgoin-Jallieu
Referens:INSEE